# THE DAY IN QUESTION
『THE DAY IN QUESTION』（ザ・デイ・イン・クエスチョン）は、日本のロックバンド、BUCK-TICKのホールコンサート。2001年12月29日に初めて行われ、以後毎年年末に開催される。

## 概要
2001年、BUCK-TICKはライヴ盤・ベスト盤・シングルのリリースと韓国でのライヴを行ったが、日本国内のライヴとしては12月29日に日本武道館にて開催された一夜限りのライヴ『THE DAY IN QUESTION』が唯一のものであった。
以後同日、同会場で行われるライヴは毎年恒例となる。アルバムのリリースに伴うライヴツアーではないため、自由な選曲によるライヴが行われる。翌2002年以降は、事前にファンクラブ会員を対象に、演奏してほしい曲のリクエストを受け付け、その結果が選曲に反映される事がある。
当初は日本武道館で12月29日一夜限りの公演だったが、2003年には12月28日との二夜連続で行われたほか、主要都市を3ヶ所程度回る場合もある。また、2007年、2010年、2012年、2014年、2016年、2018年はアルバムツアーの最終公演という位置づけになった。
長らく映像作品は発売されていなかったが、2011年の公演が初めて、DVD・Blu-ray作品として発売されることとなった。それまで商品として発売されたのは2005年のシングル「ROMANCE」の初回特典DVDに収録されている「LOVE ME」、2012年に発売されたボックスセット『CATALOGUE ARIOLA 00-10』の初回盤のみ特典映像として収録された、2001年から2009年の公演の中から選ばれた18曲。テレビではCSチャンネルViewsic（現MUSIC ON! TV）にて2002年の公演をメンバーの今井寿のインタビューを交え90分に編集したもの、2003年の2日目の公演の生中継、2005年に放送された特番内にて2001年から2004年までの各公演の一部が、2006年と2008年の日本武道館公演は編集版がパーフェクト・チョイス、スカチャンでペイ・パー・ビュー放送された。2017年、2019年の武道館公演はWOWOWで生中継されている。

## 曲目

### 2002年
後日、Viewsic（現MUSIC ON! TV）にて今井寿のインタビューとともに放送された。インタビュアーはちわきまゆみ。

### 2003年
Viewsic（現MUSIC ON! TV）にて生中継された。

### 2004年
3公演で本編は共通。アンコールがそれぞれ異なる。

### 2005年
2005年12月21日にリリースされたトリビュートアルバム『PARADE〜RESPECTIVE TRACKS OF BUCK-TICK〜』にてカバーされた曲を全て演奏。

### 2008年
3公演で本編は共通。アンコールがそれぞれ異なる。

### 2011年
翌年デビュー25周年を迎えるにあたり、本編は全オリジナルアルバムから1曲ずつ、発表順に演奏。4公演で本編は共通。アンコールがそれぞれ異なる。
初の試みとして12月29日の日本武道館公演がニコニコ生放送で配信され（アンコールを除く、本編と終了後の告知）、来場者がロックバンドとしては過去最高の約10万人に達した。

### 2013年
4公演で本編は共通。アンコールがそれぞれ異なる。

### 2017年
9月にデビュー30周年を迎えた彼らが2001年以来、12月29日の日本武道館公演を中心に行われてきた「THE DAY IN QUESTION」が、ツアーとして全国で開催された。

### 2019年
2001年から毎年12月29日に日本武道館で公演を行なっていたが、改修工事に伴い、国立競技場第一体育館にて開催されることとなる。

### 2023年
12月29日に日本武道館で「THE DAY IN QUESTION 2023」が予定されていたが櫻井敦司の急逝により公演中止となり、後に「バクチク現象-2023-」の実施が発表された。